# Кассіо Ріветті
Ка́ссіо Ріве́тті (порт. Cassio Rivetti, нар. 20 лютого 1980, Сан-Паулу, Бразилія) — бразильський та український вершник, що спеціалізується на змаганнях з конкуру. Кольори України захищає з 2009 року. Учасник двох Олімпійських ігор (2012, 2016).

## Біографія
Кассіо Ріветті народився у Сан-Паулу, одному з найбільших міст Бразилії. Ентузіазм до занять кінним спортом передався хлопцю від батька, який мав власну стайню. Саме там Кассіо і почав робити перші кроки в кар'єрі вершника у віці семи років.
У 2003 році Ріветті вперше почав брати участь у дорослих змаганнях. Він перебрався до Європи, аби мати змогу тренуватися та підвищувати свої професійні навички під керівництвом бразильських вершників Родріго та Нельсона Пессоа, що утримували власну стайню та школу верхової їзди у бельгійському Фльорусі. У 2006 році Кассіо увійшов до складу збірної Бразилії, що брала участь у Всесвітніх кінних іграх 2006 в Аахені. Молодий вершник показав доволі солідний результат, посівши підсумкове 29 місце у індивідуальному заліку та замкнувши чільну десятку у командному.
Незабаром Кассіо Ріветті отримав вигідну пропозицію співпраці від президента Федерації кінного спорту України Олександра Онищенка. У січні 2009 року усі формальності було владнано і колишній бразильський вершник перетворився на вершника українського. Дебютними змаганнями світового рівня під прапором України для Ріветті став Чемпіонат Європи з конкуру 2009 року. Однак, перший млинець виявився глевким — Кассіо на коні Magic Bengtsson посів лише 61-ше місце. Не набагато вдалішими виявилися і Всесвітні кінні ігри 2010 у Лексингтоні, де Ріветті вже на коні Billy Birr зайняв аж 77 місце, а загалом українці задовольнилися лише 16-м результатом
2012 рік обіцяв бути напруженим та цікавим. Збірна України, до складу якої входив і Ріветті, одержала перемогу на Кубку Націй FEI, що відбувся у австрійському Лінці та розцінювався як один з головних етапів підготовки спортсменів до літніх Олімпійських ігор 2012. На головних змаганнях чотириріччя у Лондоні, які стали для вершника першими у кар'єрі, Касіо Ріветті також продемонстрував усю свою майстерність, ставши справжнім лідером української команди та посівши доволі високе 12 місце в індивідуальному заліку на коні Temple Road. На жаль, партнери не підтримали українського вершника результатами такого ж рівня, внаслідок чого збірна була змушена задовольнитися лише 14-м командним місцем.

## Спортивні результати[5]
| Рік  | Змагання                        | Місто          | Кінь                 | МО | МК |
| ---- | ------------------------------- | -------------- | -------------------- | -- | -- |
| 2016 | Літні Олімпійські ігри 2016     | Ріо-де-Жанейро | Fine Fleur du Marais | 67 | 13 |
| 2014 | Всесвітні кінні ігри 2014       | Кан            | Vivant               | 8  | 9  |
| 2012 | Літні Олімпійські ігри 2012     | Лондон         | Temple Road          | 12 | 14 |
| 2010 | Всесвітні кінні ігри 2010       | Лексингтон     | Billy Birr           | 77 | 16 |
| 2009 | Чемпіонат Європи з конкуру 2009 | Віндзор        | Magic Bengtsson      | 61 | -  |
| 2006 | Всесвітні кінні ігри 2006       | Аахен          | Olona                | 29 | 10 |